# Зигфрид I (Спанхайм)
Зигфрид I фон Спанхайм (на немски: Siegfried I von Sponheim, * ок. 1010/1015, замък Спонхайм, † 7 февруари 1065, България) е прародител на каринтийските Спанхайми. Той е граф на Спанхайм, маркграф на Унгарската марка и гау-граф в Пустертал и Лавантал.

## Биография
Той произлиза от рейнските франки, където е роден в замък Спонхайм. Син е на граф Еберхард I фон Спонхайм († 1023/1065) и съпругата му Хедвиг фон Пустертал. Братовчед е на Стефан I от Спанхайм, който е прародител на останалите в рейнската родина Спанхайми, които продължават да живеят днешните князе фон Сайн и Витгенщайн.
През 1035 г. Зигфрид I е близък в свитата на император Конрад II в боевете против херцог Адалберо от Епенщайн в Каринтия. Така той идва от Рейнланд в югоизтока на тогавашното царство.
Чрез женитбата му през 1045 г. с Рихгард фон Пустертал/Лавант (* 1030, † 1072), дъщеря-наследничка на граф Енгелберт IV (990 – 1040) в Пустертал от рода на Зигхардингите, и на Лиутгард от Истрия († сл. 1051), той получава големи собствености в Тирол и Каринтия.
През 1044 г. Зигфрид е управляващ граф на Спанхайм. През 1045 г. получава от император Хайнрих III маркграфство Унгарска марка в източна Долна Австрия. Скоро след това обаче марката отива към Бабенбергите.
През 1048 г. той е гауграф в Пустертал и граф в Лаванттал, като наследник на тъста му Енгелберт IV. Зигфрид поема и собственостите на тъста си в Горна Бавария. Скоро след това той става фогт на манастирите Бриксен и Залцбург.
През 1064 г. Зигфрид I участва в поклоническото пътуване на архиепископ Зигфрид от Майнц до Йерусалим. След една година, на връщане, той умира в България. Там той е погребан, докато съпругата му Рихгард го премества и го погребва в заплануваната от него построена църква „Св. Павел“ в Лавантал.

## Деца
- Енгелберт I († 1096), маркграф на Истрия, граф на Спанхайм, граф в Пустертал, ∞ Хадвиг
- Зигфрид († 1070) ∞ NN
- Хартвиг († 1102), архиепископ на Магдебург (1079 – 1102)
- Херман († 1118), бургграф на Магдебург